# Leucostoma kunzei
Espèce
Leucostoma kunzei est une espèce de champignons ascomycètes de la famille des Valsaceae, originaire de l'hémisphère Nord.
Ce champignon, ainsi que d'autres espèces du même genre, est l'agent responsable d'une maladie fongique, le chancre cytosporéen, qui affecte de nombreuses espèces d'arbres et arbustes, notamment des conifères.

## Synonymes
Selon Catalogue of Life (24 mars 2017) :
- Cytospora kunzei Sacc., 1884
- Cytospora kunzei var. kunzei Sacc., 1884
- Cytospora kunzei var. piceae Waterman, 1955
- Cytospora kunzei var. superficialis (Höhn.) Waterman, 1955
- Cytospora superficialis Höhn., 1928
- Engizostoma kunzei (Kunze) Kuntze, 1898
- Engizostoma superficiale (Nitschke) Kuntze, 1898
- Leucocytospora kunzei (Sacc.) Z. Urb., 1958
- Leucostoma kunzei (Kunze) Munk, 1953 (synonyme ambigu)
- Sphaeria kunzei Kunze, 1823
- Valsa kunzei (Kunze) Fr., 1849
- Valsa kunzei var. kunzei (Kunze) Fr., 1849
- Valsa kunzei var. piceae Waterman, 1955
- Valsa kunzei var. superficialis (Nitschke) Waterman, 1955
- Valsa superficialis Nitschke, 1870